# Біскупиці-Забаричне
Біскупиці-Забаричне (пол. Biskupice Zabaryczne) — село в Польщі, у гміні Мікстат Остшешовського повіту Великопольського воєводства.
Населення — 642 особи (2011).
У 1975-1998 роках село належало до Каліського воєводства.

## Демографія
Демографічна структура станом на 31 березня 2011 року:
|          | Загалом | Допрацездатний вік | Працездатний вік | Постпрацездатний вік |
| -------- | ------- | ------------------ | ---------------- | -------------------- |
| Чоловіки | 325     | 68                 | 232              | 25                   |
| Жінки    | 317     | 74                 | 183              | 60                   |
| Разом    | 642     | 142                | 415              | 85                   |